# 리코 (가수)
리코 (Rico, 본명: 박형민, 1990년 8월 2일 ~ )는 광주 지역을 중심으로 활동하는 R&B 보컬이다.
2012년, R&B 싱어로는 드물게 R&B 믹스테잎 ‘Boy’s Voice 1,2’을 공개하였고, 2013년에도 믹스테입 ‘Boy’s Voice 3’, ‘R&B Boy’를 연달아 공개하였다.
이후 제리케이의 “연애담2” 수록곡 ‘사랑한다는 말’과 싱글 “You Make Me Feel”에 참여했으며, 데뷔 싱글 “Work That”과 이후의 행보를 통해 슬로우잼에 강한 면모를 보이는 섹시한 보컬리스트이자, 공연 때마다 자신의 실력을 증명해 보이는 뛰어난 퍼포머로서 주목 받고 있다.
2013년 7월, 제리케이가 이끄는 레이블 daze alive에 합류하였고, 2014년 6월 22일 공식적으로 출범을 알린 흑인 음악 전문의 에이전시, 매니지먼트사 스톤쉽 (Stone Ship)과 계약, 폭넓은 활동을 모색할 것이라고 밝혔다.
2015년 1월 14일, 슬로우잼으로만 구성된 첫 정규 앨범 'The Slow Tape'을 발표하였다.

## 디스코그래피
- 2012.04.16 - Mixtape - 'Boy's Voice'
- 2012.07.17 - Mixtape - 'Boy's Voice 2'
- 2013.01.21 - Mixtape - 'Boy's Voice 3'
- 2013.03.25 - Mixtape - 'R&B Boy'
- 2013.06.07 - Digital Single - 'Work That'
- 2013.06.18 - Digital Single - 'Work That EachONE Mix'
- 2013.08.02 - Digital Single - 'Shawty'
- 2013.08.14 - Digital Single - 'Shawty Remix'
- 2013.10.30 - Digital Single - 'Bad on the Bed'
- 2015.01.15 - Studio Album - 'The Slow Tape'

## 참여 앨범
- 2013.05.03 - Jerry.k - '연애담2'
- 2013.07.08 - Jerry.k - 'You Make Me Feel'
- 2013.08.07 - Vida Loca - 'Take It Off'
- 2013.08.19 - JJK - 'Thank You, Summer'
- 2013.10.28 - High Flies - 'Detroit Girl'
- 2013.11.15 - Jerry.k - 'DOPE DYED'
- 2013.12.27 - Andup - 'The Way You Are'
- 2014.01.15 - Chillin Monster - 'Flower'
- 2014.03.19 - Wutan - 'Zooreca'
- 2014.05.28 - All'That - 'Trilogy'
- 2014.09.23 - Jerry.k - '현실, 적'
- 2014.11.17 - Jerry.k - 'Higher'